# Linia 16 metra w Paryżu
Linia 16 metra w Paryżu – linia paryskiego metra budowana w ramach projektu Grand Paris Express. Linia będzie obsługiwała najbliższe przedmieścia stolicy (fr. petit couronnes); żadna z budowanych stacji nie znajdzie się w administracyjnych granicach Paryża. Po ukończeniu linia będzie miała długość 29 km i 10 stacji.
Realizację podzielono na dwa etapy: pierwszy (odcinek od przystanku Saint-Denis Pleyel do Clichy – Montfermeil) planowo zostanie otwarty jesienią 2026 roku; drugi (odcinek od przystanku Clichy – Montfermeil do Noisy – Champs) planowo zostanie otwarty w 2028 roku.
Linia będzie obsługiwana pociągami MR3V produkcji Alstom. Trzywagonowe składy o długości 54 m i szerokości 2,8 m będą w pełni automatyczne.

## Lista stacji

### W budowie
| #  | Nazwa                     | Miejscowość                      | Otwarcie | Przewidywana liczba pasażerów dziennie | Głębokość  | Projektant                          | Możliwe przesiadki |
| -- | ------------------------- | -------------------------------- | -------- | -------------------------------------- | ---------- | ----------------------------------- | ------------------ |
| 1  | Noisy – Champs            | Noisy-le-Grand; Champs-sur-Marne | 2028     | 150 000                                | -21 m      | Jean-Marie Duthilleul               |                    |
| 2  | Chelles                   | Chelles                          | 2028     | 45 000                                 | -28 m      | Atelier Schall                      |                    |
| 3  | Clichy – Montfermeil      | Clichy-sous-Bois; Montfermeil    | 2026     | 35 000                                 | -24 m      | Benedetta Tagliabue; Bordas + Peiro |                    |
| 4  | Sevran – Livry            | Sevran                           | 2026     | 30 000                                 | -19 m      | Jean-Marie Duthilleul               |                    |
| 5  | Sevran – Beaudottes       | Sevran                           | 2026     | 45 000                                 | -30 m      | Jean-Marie Duthilleul               |                    |
| 6  | Aulnay                    | Aulnay-sous-Bois                 | 2026     | 18 000                                 | -15 – -20m | Aldric Beckmann                     | –                  |
| 7  | Le Blanc-Mesnil           | Le Blanc-Mesnil                  | 2026     | 18 000                                 | –          | Berranger et Vincent Architectes    | –                  |
| 8  | Le Bourget RER            | Le Bourget                       | 2026     | 55 000                                 | -22 m      | Elizabeth de Portzamparc            |                    |
| 9  | La Courneuve – Six Routes | La Courneuve                     | 2026     | 34 000                                 | -20 m      | ChartierDalix                       |                    |
| 10 | Saint-Denis Pleyel        | Saint-Denis                      | 2026     | 250 000                                | -28 m      | Kengo Kuma                          |                    |